# EMP-Centauri
EMP - Centauri, společnost s ručením omezeným je česká firma sídlící ve městě Klatovy. Byla založena roku 1995 a specializuje se zejména na vývoj a výrobu zařízení pro rozvody televizních a datových signálů. Výrobky společnosti jsou dodávány na trhy do několika desítek zemí. V roce 2017 měla firma zhruba 50 zaměstnanců.[zdroj?]

## Produkty

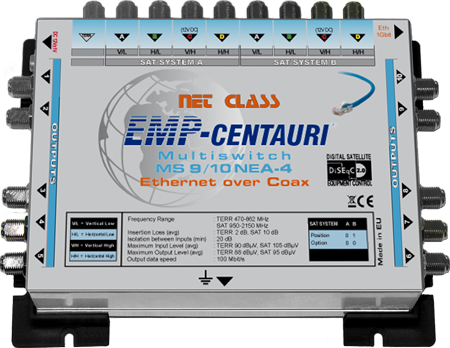
MS9/10NEA-4

### Net Class
Od roku 2016 firma vyrábí distribuční zařízení – multipřepínače – pro internet či data a satelitní i pozemní televizní signál. Veškeré signály jsou ke každému účastníku rozvodu distribuovány po jediném koaxiálním kabelu. Jedná se o EoC multipřepínače.

### Headends+
Hlavní stanice pro distribuci placených i volných kanálů k jednotlivým účastníkům rozvodu po koaxiálním kabelu, včetně dat a internetu.[zdroj?]

### Profi Class & Elite Class
Satelitní multipřepínače pro distribuci signálů satelitní a pozemní televize, kaskádní i samostatné.

## Mezinárodní patenty
Z vývojového oddělení firmy vzešlo několik mezinárodních patentů, např.:
- Change-over switch of external units of fixed aerials for satellite signal receivers, US 20090025041 A1[6]
- Switching electronic relay, EP 1435133 A1[7]
- Cargo transport means, WO 2005035362 A1[8]